# David Ekerot
David Ekerot (ur. 1 lutego 1970 w Lund) – szwedzki tenisista.

## Kariera tenisowa
Profesjonalną karierę zaczął w 1995 roku, skupiając się na grze podwójnej, w której wygrał 2 turnieje kategorii ATP World Tour oraz uczestniczył w 1 finale.
Najwyżej w rankingu ATP singlistów zajmował 699. miejsce (25 lipca 1994), a w klasyfikacji deblistów 52. pozycję (28 kwietnia 1997).

### Finały w turniejach ATP World Tour
| Legenda                                      |
| -------------------------------------------- |
| Wielki Szlem                                 |
| Igrzyska olimpijskie                         |
| Tennis Masters Cup / ATP Finals              |
| ATP Masters Series / ATP Tour Masters 1000   |
| ATP International Series Gold / ATP Tour 500 |
| ATP International Series / ATP Tour 250      |

#### Gra podwójna (2–1)
| Końcowy wynik | Nr | Data             | Turniej   | Nawierzchnia | Partner          | Przeciwnicy               | Wynik finału  |
| ------------- | -- | ---------------- | --------- | ------------ | ---------------- | ------------------------- | ------------- |
| Finalista     | 1. | 27 sierpnia 1995 | Umag      | Ceglana      | László Markovits | Luis Lobo Javier Sánchez  | 4:6, 0:6      |
| Zwycięzca     | 1. | 14 lipca 1996    | Båstad    | Ceglana      | Jeff Tarango     | Joshua Eagle Peter Nyborg | 6:4, 3:6, 6:4 |
| Zwycięzca     | 2. | 15 września 1996 | Bukareszt | Ceglana      | Jeff Tarango     | David Adams Menno Oosting | 7:6, 7:6      |